# Coupe caribéenne de la CONCACAF 2024
Navigation
Édition précédente Édition suivante
La Coupe caribéenne de la CONCACAF 2024 est la deuxième édition de cette compétition. Organisée du 20 août au 3 décembre 2024 par la CONCACAF, cette compétition voit s'affronter les meilleures équipes des championnats professionnels de l'Union caribéenne de football (UCF ou CFU) et les finalistes du CFU Club Shield 2024 (en).
Avec l'expansion de la Coupe des champions de la CONCACAF, la Coupe caribéenne de la CONCACAF détermine les qualifiés de la zone à la compétition reine dans la région.

## Format
Les participants à la compétition sont regroupés en deux groupes de cinq équipes. Chaque club joue quatre rencontres, deux à domicile et deux à l'extérieur, face à chacun de ses adversaires. Les deux meilleures équipes de chaque groupe sont qualifiées pour les demi-finales. La phase à élimination directe se dispute sur un format aller-retour des demi-finales à la finale,.
À l'issue du tournoi, le vainqueur est directement qualifié pour les huitièmes de finale de la Coupe des champions de la CONCACAF tandis que l'équipe finaliste et le troisième rejoignent le premier tour de cette même compétition.

## Participants
Parmi les 31 associations membres de l'Union caribéenne de football, seules quatre disposent d'un championnat professionnel selon les critères de la CONCACAF. Un total de dix équipes provenant de cinq nations de la zone UCF participent au tournoi,.
Le tableau des clubs qualifiés est donc le suivant :
| Nation                             | Club              | Mode de qualification                                 |
| Antigua-et-Barbuda (0+1 équipe)    | Grenades FC (en)  | Finaliste du CFU Club Shield 2024 (en).               |
| Haïti (2 équipes)                  | Real Hope FA      | Champion d'Haïti en 2024 (es).                        |
| Haïti (2 équipes)                  | Ouanaminthe FC    | Vice-champion d'Haïti en 2024 (es).                   |
| Jamaïque (2+1 équipes)             | Cavalier FC       | Champion de Jamaïque en 2023-2024 (en).               |
| Jamaïque (2+1 équipes)             | Mount Pleasant FA | Vice-champion de Jamaïque en 2023-2024 (en).          |
| Jamaïque (2+1 équipes)             | Arnett Gardens FC | Vainqueur du CFU Club Shield 2024 (en).               |
| République dominicaine (2 équipes) | Cibao FC          | Champion de République dominicaine en 2023 (es).      |
| République dominicaine (2 équipes) | Moca FC           | Vice-champion de République dominicaine en 2023 (es). |
| Trinité-et-Tobago (2 équipes)      | AC Port of Spain  | Champion de Trinité-et-Tobago en 2023-2024 (it).      |
| Trinité-et-Tobago (2 équipes)      | Police FC         | Vice-champion de Trinité-et-Tobago en 2023-2024 (it). |

| Grenades Real Hope Ouanaminthe Kingston Mount Pleasant Cibao Moca Port-d'Espagne Kingston · Arnett Gardens FC · Cavalier FC Port-d'Espagne · AC Port of Spain · Police FC |

## Calendrier
| Nom                                | Date aller             | Date retour            | Équipes participantes |
| Phase de groupes (2024)            |                        |                        |                       |
| Journée 1                          | 20, 21 et 22 août      | 20, 21 et 22 août      | 10                    |
| Journée 2                          | 27, 28 et 29 août      | 27, 28 et 29 août      | 10                    |
| Journée 3                          | 17, 18 et 19 septembre | 17, 18 et 19 septembre | 10                    |
| Journée 4                          | 24, 25 et 26 septembre | 24, 25 et 26 septembre | 10                    |
| Journée 5                          | 1er, 2 et 3 octobre    | 1er, 2 et 3 octobre    | 10                    |
| Phase à élimination directe (2024) |                        |                        |                       |
| Demi-finales                       | 23 et 24 octobre       | 30 et 31 octobre       | 4                     |
| Finale et petite finale            | 26 novembre            | 3 décembre             | 2                     |

## Tirage au sort
Le tirage au sort est effectué le 6 juin 2024 au siège de la CONCACAF à Miami, en Floride. Les dix équipes participantes sont réparties en cinq chapeaux de deux clubs, établis en fonction du classement des clubs de la CONCACAF en date du 3 juin 2024,.
| Chapeau 1      | Chapeau 1 | Chapeau 2 | Chapeau 2 | Chapeau 3   | Chapeau 3 | Chapeau 4     | Chapeau 4 | Chapeau 5    | Chapeau 5 |
| Équipe         | Rang      | Équipe    | Rang      | Équipe      | Rang      | Équipe        | Rang      | Équipe       | Rang      |
| Cibao          | 91        | Cavalier  | 100       | Real Hope   | 123       | Police        | 138       | 1er CCS (en) | —         |
| Mount Pleasant | 92        | Moca      | 111       | Ouanaminthe | 129       | Port of Spain | 151       | 2e CCS (en)  | —         |

## Phase de groupes
Les dates pour les rencontres de la phase de groupes sont annoncées le 14 juin 2024 par la CONCACAF. Les deux premiers de chacun des groupes sont qualifiés pour les demi-finales.
En cas d'égalité, les critères suivants départagent les équipes :
1. Différence de buts générale
2. Nombre de buts marqués
3. Points lors d'oppositions entre les équipes concernées
4. Différence de buts lors d'oppositions entre les équipes concernées
5. Nombre de buts marqués lors d'oppositions entre les équipes concernées
6. Classement du fair-play
7. Tirage à la pièce

Légende des classements
- Qualifié pour les demi-finales

Légende des résultats
- Victoire à domicile
- Match nul
- Victoire à l'extérieur

### Groupe A
| Rang | Équipe            | Pts | J | G | N | P | Bp | Bc | Diff |  | Résultats (▼ dom., ► ext.) | CAV | HOP | POL | MTP | ARN |
| ---- | ----------------- | --- | - | - | - | - | -- | -- | ---- |  | -------------------------- | --- | --- | --- | --- | --- |
| 1    | Cavalier FC       | 9   | 4 | 3 | 0 | 1 | 11 | 4  | +7   |  | Cavalier FC                |     | 1-2 | 4-1 |     |     |
| 2    | Real Hope         | 8   | 4 | 2 | 2 | 0 | 5  | 2  | +3   |  | Real Hope                  |     |     | 1-1 |     | 0-0 |
| 3    | Police FC         | 5   | 4 | 1 | 2 | 1 | 4  | 6  | -2   |  | Police FC                  |     |     |     | 0-0 | 2-1 |
| 4    | Mount Pleasant FA | 4   | 4 | 1 | 1 | 2 | 2  | 5  | -3   |  | Mount Pleasant FA          | 0-2 | 0-2 |     |     |     |
| 5    | Arnett Gardens FC | 1   | 4 | 0 | 1 | 3 | 3  | 8  | -5   |  | Arnett Gardens FC          | 1-4 |     |     | 1-2 |     |

### Groupe B
| Rang | Équipe           | Pts | J | G | N | P | Bp | Bc | Diff |  | Résultats (▼ dom., ► ext.) | CIB | MOC | POS | GRE | OUA |
| ---- | ---------------- | --- | - | - | - | - | -- | -- | ---- |  | -------------------------- | --- | --- | --- | --- | --- |
| 1    | Cibao FC         | 10  | 4 | 3 | 1 | 0 | 9  | 4  | +5   |  | Cibao FC                   |     | 0-0 |     |     | 4-1 |
| 2    | Moca FC          | 10  | 4 | 3 | 1 | 0 | 8  | 4  | +4   |  | Moca FC                    |     |     | 3-2 |     | 3-1 |
| 3    | AC Port of Spain | 2   | 4 | 0 | 2 | 2 | 6  | 8  | -2   |  | AC Port of Spain           | 2-3 |     |     | 1-1 |     |
| 4    | Grenades FC (en) | 2   | 4 | 0 | 2 | 2 | 5  | 7  | -2   |  | Grenades FC (en)           | 1-2 | 1-2 |     |     |     |
| 5    | Ouanaminthe FC   | 2   | 4 | 0 | 2 | 2 | 5  | 10 | -5   |  | Ouanaminthe FC             |     |     | 1-1 | 2-2 |     |

## Phase finale

### Tableau
|  | Demi-finales | Demi-finales | Demi-finales | Demi-finales |                               |               | Finale | Finale | Finale | Finale |
|  |              |              |              |              |                               |               |        |        |        |        |
|  |              |              |              |              |                               |               |        |        |        |        |
|  | 1er gr.A     | Cavalier FC  | 0            | 7            |                               |               |        |        |        |        |
|  | 1er gr.A     | Cavalier FC  | 0            | 7            |                               |               |        |        |        |        |
|  | 2e gr.B      | Moca FC      | 0            | 0            |                               |               |        |        |        |        |
|  | 2e gr.B      | Moca FC      | 0            | 0            | Cavalier FC E                 | Cavalier FC E | 1      | 1      |        |        |
|  |              |              |              |              | Cavalier FC E                 | Cavalier FC E | 1      | 1      |        |        |
|  |              |              | Cibao FC     | Cibao FC     | 0                             | 2             |        |        |        |        |
|  | 1er gr.B     | Cibao FC     | Cibao FC     | Cibao FC     | 0                             | 2             | 3      | 1      |        |        |
|  | 1er gr.B     | Cibao FC     |              |              |                               |               |        | 1      |        |        |
|  | 2e gr.A      | Real Hope    | 2            | 0            |                               |               |        |        |        |        |
|  | 2e gr.A      | Real Hope    | 2            | 0            | Match pour la troisième place |               |        |        |        |        |
|  |              |              |              |              |                               |               |        |        |        |        |
|  |              |              |              |              |                               |               |        |        |        |        |
|  | Moca FC      | Moca FC      | 0            | 2            |                               |               |        |        |        |        |
|  | Moca FC      | Moca FC      | 0            | 2            |                               |               |        |        |        |        |
|  | Real Hope    | Real Hope    | 1            | 3            |                               |               |        |        |        |        |
|  | Real Hope    | Real Hope    | 1            | 3            |                               |               |        |        |        |        |

### Demi-finales
| Pays | Équipe      | Aller | Retour | Équipe    | Pays | Commentaire |
|      | Cibao FC    | 3 - 2 | 1 - 0  | Real Hope |      |             |
|      | Cavalier FC | 0 - 0 | 7 - 0  | Moca FC   |      |             |

### Match pour la troisième place
Le vainqueur de cette petite finale est qualifié pour le premier tour de la Coupe des champions de la CONCACAF 2025.
| Match aller                        | Real Hope | 1 - 0   | Moca FC | Stade Cibao FC (en), Santiago de los Caballeros |                             |
| 26 novembre 2024 19 h heure locale | Joseph 8e | (1 - 0) |         | Arbitrage : Odette Hamilton                     | Arbitrage : Odette Hamilton |
| 26 novembre 2024 19 h heure locale | Rapport   |         |         | Arbitrage : Odette Hamilton                     | Arbitrage : Odette Hamilton |

| Match retour                         | Moca FC         | 2 - 3   | Real Hope                                     | Stade Moca 85 (es), Moca |                          |
| 3 décembre 2024 17 h 30 heure locale | de Peña 71e 79e | (0 - 0) | 66e Exilus · 90e Saint-Fleur · 90+5e Intervil | Arbitrage : Víctor Rivas | Arbitrage : Víctor Rivas |
| 3 décembre 2024 17 h 30 heure locale | Rapport         |         |                                               | Arbitrage : Víctor Rivas | Arbitrage : Víctor Rivas |

### Finale
Le vainqueur est qualifié pour les huitièmes de finale de la Coupe des champions de la CONCACAF 2025 tandis que le finaliste perdant rejoint le premier tour de cette compétition.
| Match aller                        | Cavalier FC | 1 - 0   | Cibao FC | Independence Park, Kingston |                             |
| 26 novembre 2024 19 h heure locale | Stein 20e   | (1 - 0) |          | Arbitrage : Kwinsi Williams | Arbitrage : Kwinsi Williams |
| 26 novembre 2024 19 h heure locale | Rapport     |         |          | Arbitrage : Kwinsi Williams | Arbitrage : Kwinsi Williams |

| Match retour                      | Cibao FC              | 2 - 1   | Cavalier FC       | Stade Cibao FC (en), Santiago de los Caballeros |                        |
| 3 décembre 2024 19 h heure locale | Díaz 27e · Correa 28e | (2 - 0) | 54e Atkinson (en) | Arbitrage : Reon Radix                          | Arbitrage : Reon Radix |
| 3 décembre 2024 19 h heure locale | Rapport               |         |                   | Arbitrage : Reon Radix                          | Arbitrage : Reon Radix |

## Statistiques et récompenses

### Meilleurs buteurs
| Rang | Nom                  | Club             | Buts |
| 1    | Shaquille Stein      | Cavalier FC      | 8    |
| 2    | Dwayne Atkinson (en) | Cavalier FC      | 6    |
| 2    | Rivaldo Correa       | Cibao FC         | 6    |
| 2    | Angelo Éxilus        | Real Hope        | 6    |
| 5    | Gustavo Ascona       | Moca FC          | 3    |
| 5    | Shackiel Henry       | AC Port of Spain | 3    |
| 5    | Jean López (en)      | Cibao FC         | 3    |
| 5    | Guillermo de Peña    | Moca FC          | 3    |
| 5    | Joseph Willinx       | Ouanaminthe FC   | 3    |

| Source : Classement des buteurs sur le site de BeSoccer |

### Récompenses individuelles
| Catégorie             | Lauréats             | Club        |
| Meilleur joueur       | Dwayne Atkinson (en) | Cavalier FC |
| Meilleur jeune joueur | Jalmaro Calvin (en)  | Cavalier FC |
| Meilleur gardien      | Vino Barclett        | Cavalier FC |
| Meilleur buteur       | Shaquille Stein      | Cavalier FC |
| Fair-play             | Cavalier FC          | Cavalier FC |

### Équipe-type
| Poste      | Joueurs               | Club        |
| Gardien    | Vino Barclett         | Cavalier FC |
| Défenseurs | Ernesto Trinidad (en) | Cibao FC    |
| Défenseurs | Jeovanni Laing        | Cavalier FC |
| Défenseurs | Richard King (en)     | Cavalier FC |
| Défenseurs | Huguens Michel        | Real Hope   |
| Milieux    | Jalmaro Calvin (en)   | Cavalier FC |
| Milieux    | Jean López (en)       | Cibao FC    |
| Milieux    | Dwayne Atkinson (en)  | Cavalier FC |
| Attaquants | Angelo Éxilus         | Real Hope   |
| Attaquants | Rivaldo Correa        | Cibao FC    |
| Attaquants | Shaquille Stein       | Cavalier FC |